# Rassemblement du Peuple Français
Rassemblement du Peuple Français (RPF) (česky: Sdružení francouzského lidu) byla francouzská politická strana, jejímž hlavním představitelem a ideologem byl Charles de Gaulle.

## Založení
RPF vznikla 14. dubna 1947 ve Štrasburku na popud Charlese de Gaulla, který rok předtím rezignoval na post předsedy prozatímní vlády a 4 měsíce po vyhlášení francouzské Čtvrté republiky. Kvůli neshodám s komunisty a socialisty odstoupil, ale Čtvrtá republika byla zkorumpovaná a vydržela pouze do roku 1958, kdy se prezidentem stal Charless de Gaulle a dal vzniknout Páté republice.

## Volební výsledky
| Volby | Počet hlasů | Hlasy v % | Počet mandátů |
| ----- | ----------- | --------- | ------------- |
| 1951  | 4 122 696   | 21,93     | 121           |